# 穆安津

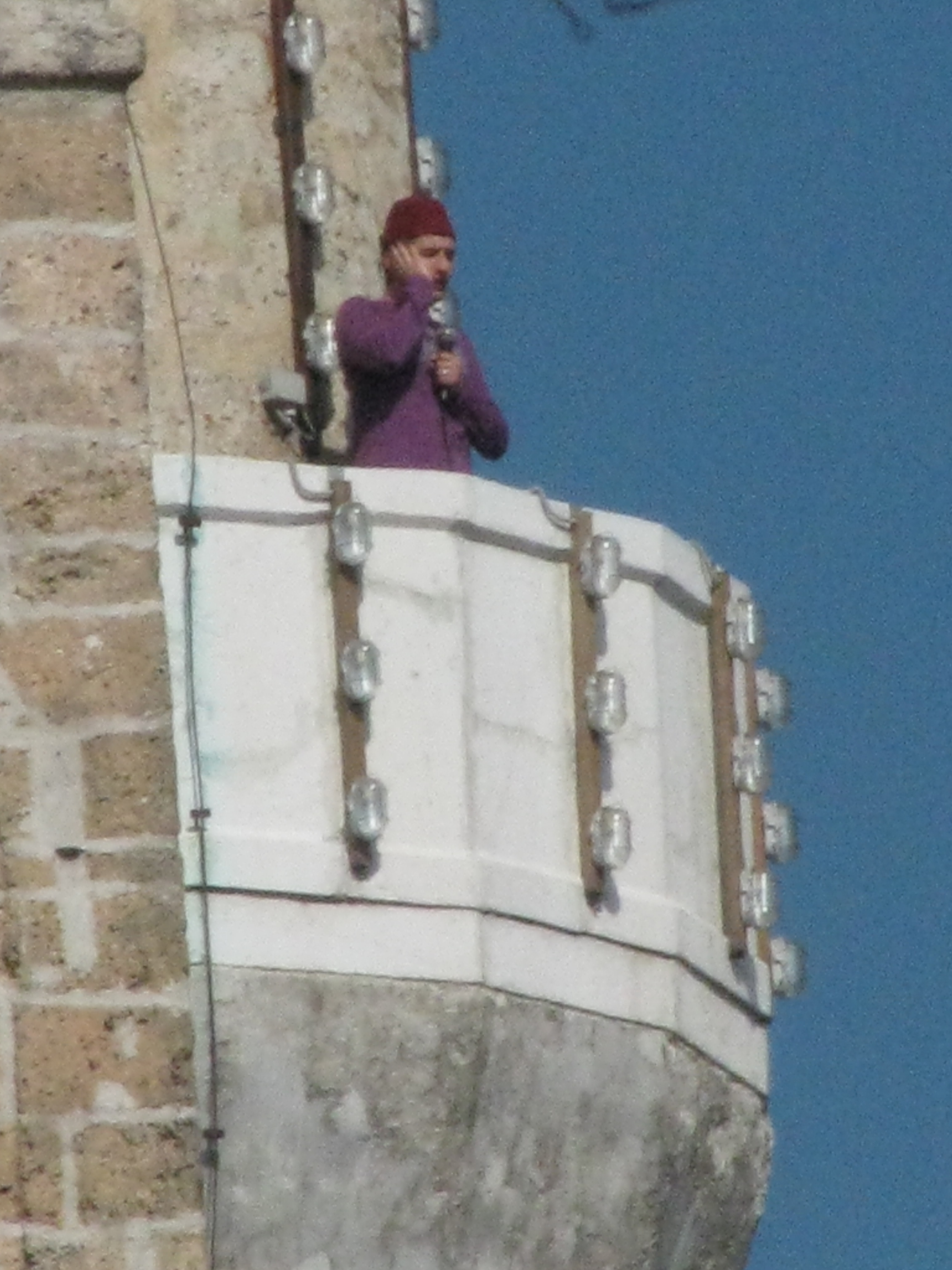
波赫首都塞拉耶佛格兹·胡色雷·貝格清真寺宣禮員正在宣禮。

穆安津（阿拉伯语：‎ muʾaḏḏin，意譯宣禮員或喚禮員），伊斯蘭教負責在清真寺的宣禮塔上宣礼（adhān，又稱喚拜）的專人，不屬於神職人員。現代大多數的清真寺使用擴音設備播送宣禮詞，不過仍有部分清真寺保留傳統，由宣禮員頌唱。穆斯林禮拜的準確時間為其影響，故而職責重要。

## 沿革
伊斯蘭教相信，先知穆罕默德的信徒比拉勒曾被多神論者在沙漠中以石頭壓在肚子上，要求他放棄信仰，但他持續誦念大讚辭「真主至大」，並不服從。西元622年，穆罕默德從麥加遷往麦地那（「希吉拉」）時，在麥地那城外建立第一座清真寺库巴清真寺，当时并没有明确如何召集礼拜，有人想模仿基督教建钟楼，有人想模仿犹太人吹号角。最终，穆罕默德命令比拉勒在屋頂上高聲宣礼，他於是成為史上第一位宣禮員。近代的清真寺多由擴音設備播送宣禮詞。

## 角色
穆安津呼喚穆斯林停止一切活動以進行禮拜（ṣalāh）。以前，穆安津要在日出前就到達清真寺打掃清潔，準備熱水，並準時到宣禮塔上宣礼（adhān，又稱喚拜），呼喚穆斯林向麥加克爾白方向禮拜。近代多數清真寺安裝擴音設備播送宣禮詞，而不由穆安津誦唱。伊拉克的薩邁拉大清真寺即為仍保留此傳統的少數清真寺。其宣禮的時間影響穆斯林禮拜的準確時間，故而職責重要，但仍非神職人員。
部分清真寺為了保障信徒隱私，由視障者擔任宣禮員，如早期摩洛哥的库图比亚清真寺。
先知認為：“为取得真主喜悦而念宣礼的人，将得到和用宝剑为真主而杀敌的人一样的报酬。”故穆安津被誉为最虔诚、最受人尊敬的信徒。其呼喚被認為是一種藝術形式，體現在悠揚的誦經上。
穆安津必須符合伊斯蘭教教規的條件，並應精通教義，俾利引導穆斯林、宣揚教義。此外也應該具備良好的道德修養，主持正義、作風清廉、樂於助人。根據《环球时报》報導，约旦的宣禮員平時要大量研讀《古蘭經》，並熟悉時事，以便傳教過程中應答政教關係問題。土耳其則有一年一度找出全國最佳宣禮員的比賽。